# Theodor Boveri
Theodor Heinrich Boveri (12 de octubre de 1862-15 de octubre de 1915). Embriólogo alemán. Junto con Wilhelm Roux y Hans Driesch es considerado uno de los grandes fundadores de la embriología experimental. 
Boveri investigó el papel del núcleo y el citoplasma en el desarrollo embrionario. Su gran objetivo consistió en desentrañar las relaciones fisiológicas entre la estructura y los procesos celulares. Sus trabajos con erizos de mar mostraron que era necesario que todos los cromosomas estuvieran presentes para que un desarrollo embrionario correcto tuviera lugar. Este descubrimiento fue parte importante de la teoría cromosómica de Sutton y Boveri.
Uno de los experimentos más reveladores para el establecimiento del papel determinante del núcleo en la herencia consistió en fertilizar fragmentos de cigoto de Sphaerechinus granularis desprovistos de núcleo con el esperma de otro erizo de mar, Echinus microtuberculatus. Boveri concluyó que las larvas híbridas tenían los ejes del esqueleto propios del progenitor masculino, lo que probaba que el núcleo controlaba el desarrollo.
Otro descubrimiento significativo de Boveri fue el centrosoma (1887), que describió como un "orgánulo especializado en la división celular". 
También razonó que un tumor canceroso comienza con una única célula, en la que sus cromosomas están alterados, causando la división incontrolada de la célula. Fue mucho más tarde durante el siglo XX cuando los investigadores comenzaron a creer que Boveri podía haber estado en lo cierto. 

## Para saber más...
- Baltzer, Fritz (1967), Theodor Boveri : The Life of a Great Biologist 1862-1915, archivado desde el original el 28 de febrero de 2005, consultado el 22 de julio de 2007.. Extract published in Gilbert, SF (2006), DevBio: a companion to Developmental Biology, 8th ed, Sinauer Associates.
- Boveri, Theodor (2008), «Concerning The Origin of Malignant Tumours», Journal of Cell Science 121 (Supplement 1): 1-84, PMID 18089652, doi:10.1242/jcs.025742.
- Maderspacher, Florian (2008), «Theodor Boveri and the natural experiment», Current Biology 18 (7): R279-R286, doi:10.1016/j.cub.2008.02.061.
- Satzinger, Helga (marzo de 2008). «Theodor and Marcella Boveri: chromosomes and cytoplasm in heredity and development». Nat. Rev. Genet. 9 (3): 231-8. PMID 18268510. doi:10.1038/nrg2311.
- Laubichler, Manfred D; Davidson Eric H (febrero de 2008). «Boveri's long experiment: sea urchin merogones and the establishment of the role of nuclear chromosomes in development». Dev. Biol. 314 (1): 1-11. PMID 18163986. doi:10.1016/j.ydbio.2007.11.024.
- Bignold, Leon P; Coghlan, Brian L D; Jersmann Hubertus, P A (julio de 2006). «Hansemann, Boveri, chromosomes and the gametogenesis-related theories of tumours». Cell Biol. Int. 30 (7): 640-4. PMID 16753311. doi:10.1016/j.cellbi.2006.04.002.
- Hardy, Paul A; Zacharias Helmut (diciembre de 2005). «Reappraisal of the Hansemann-Boveri hypothesis on the origin of tumors». Cell Biol. Int. 29 (12): 983-92. PMID 16314117. doi:10.1016/j.cellbi.2005.10.001.
- Wunderlich, Volker (septiembre de 2002). «JMM---past and present. Chromosomes and cancer: Theodor Boveri's predictions 100 years later». J. Mol. Med. 80 (9): 545-8. PMID 12226736. doi:10.1007/s00109-002-0374-y.
- Manchester, K L (julio de 1997). «Overlooked Nobel laureates». Adler Museum bulletin 23 (2): 20-1. PMID 11619485.
- Manchester, K (. de 1997). «The quest by three giants of science for an understanding of cancer». Endeavour 21 (2): 72-6. PMID 9237430. doi:10.1016/S0160-9327(97)01030-2.
- Moritz, K B; Sauer H W (febrero de 1996). «Boveri's contributions to developmental biology--a challenge for today». Int. J. Dev. Biol. 40 (1): 27-47. PMID 8735909.
- BALTZER, F (mayo de 1964.). «Theodor Boveri». Science 144: 809-15. PMID 14149391. doi:10.1126/science.144.3620.809.
- STERN, C (septiembre de 1950). «Boveri and the early days of genetics». Nature 166 (4219): 446. PMID 14775717. doi:10.1038/166446a0.